# Cailungo
Cailungo is een klein dorp (curazia) in de gemeente Borgo Maggiore in San Marino.

## Geografie
Cailungo ligt ten noorden van de hoofdstad van de gemeente, op een hoogte van ongeveer 360 meter boven zeeniveau. Het ligt aan de belangrijke straat via Ca' dei Lunghi.
Cailungo is verdeeld in Boven-Cailungo (Cailungo di Sopra) en Beneden-Cailungo (Cailungo di Sotto).

## Infrastructuur
In Cailungo is het San Marinese Staatsziekenhuis (Ospedale di Stato di San Marino) en het Staatsagentschap voor Openbare Diensten van San Marino (Azienda Autonoma di Stato per i Servizi Pubblici) gevestigd.
Daarnaast is het Rode Kruis van San Marino (Croce Rossa Sammarinese) er gevestigd.

## Sport
De lokale voetbalclub is SP Cailungo.